# 黄色い煉瓦〜フランク・ロイド・ライトを騙した男〜
『黄色い煉瓦〜フランク・ロイド・ライトを騙した男〜』（きいろいれんが フランク・ロイド・ライトをだましたおとこ）は、NHK名古屋放送局制作による「愛知発地域ドラマ」として、NHK BSプレミアムにて2019年11月27日の水曜22時から22時59分に、更にスペシャルドラマとしてNHK総合で2020年3月13日金曜22:00から73分版が放送された 。フランク・ロイド・ライト設計による旧帝国ホテルの外壁を飾った「黄色い煉瓦」の製造に携わった常滑の煉瓦職人たちの実話をドキュメンタリー風に描く。主演は安田顕。

## 概要
1923年、世界的建築家であったフランク・ロイド・ライトは旧帝国ホテルの設計に際し、外壁を赤い煉瓦ではなく黄色い煉瓦で飾ることを決めた。この黄色い煉瓦を焼成できるのは愛知県常滑市の煉瓦職人である久田吉之助だけであり、ホテル側も吉之助に協力を要請するのだが、吉之助は病気により右腕を失った状態であった。この時から約100年後、出版社からの依頼を受けた女性ライターが吉之助の遺族から「姪の手記」を入手し、伝説の職人の真実を追うという設定で進行するドラマである。
物語の中で、伊奈長太郎（伊奈長三郎）が久田吉之助の製陶所に出入りしていたというエピソードがあるが、その記録は残されていない。
撮影は2019年8月に愛知県常滑市、愛知県犬山市などで行われた。

## あらすじ
フリーライターの佳野久美は名古屋の出版社・中京書房から久田吉之助について書いてほしいと依頼される。吉之助は父親に腕を切り落とされ、旧帝国ホテルの設計者フランク・ロイド・ライトを騙し、大金をせしめた煉瓦職人だという。さっそく取材を始めた佳野は吉之助の子孫を訪ね、吉之助の姪が残した手記を入手する。
1895年（明治28年）、久田吉之助は実家の船問屋を飛び出し、焼き物職人となる。自分にしか作れないものを作りたいと思う吉之助は西洋には黄色い煉瓦があると聞き、その製法を探し求める。11年後の1906年（明治39年）、ついに吉之助は黄色い煉瓦の製造に成功。黄色い煉瓦は評判を呼び、久田工場は職人を揃え繁盛する。だが吉之助は糖尿病で右腕を切断。仕事を無くし工場も倒産する。その3年後の1917年（大正6年）、帝国ホテルから煉瓦制作を依頼され、吉之助はフランク・ロイド・ライトの訪問を受ける。吉之助は再び工場を開き、煉瓦を焼き始めるが、職人が集まらず思うように作業は進まない。
帝国ホテルから牧口銀司郎が派遣される。牧口は有田焼の名手・寺内信一を煉瓦作りに参加させる。だが吉之助は病気が悪化し入院。退院すると牧口は新しい工場を作り寺内と煉瓦を焼くという。逆上した吉之助は牧口を殴りつけるが、契約を破棄される。吉之助の長男・國定も父と決別し、海運の仕事がしたいと家を出てしまう。牧口は久田工場から道具を持ち出し、職人も引き抜く。だが吉之助は黄色い煉瓦は自分にしかできないと叫ぶ。
佳野はこれまで詐欺師と呼ばれた久田吉之助の伝説を覆す記事を書きあげるが、編集長からこちらの要求と違うと突き返されてしまう。佳野はデスクの高木明仁から牧口銀司郎が残した手記を渡される。久田吉之助の悪評はこの手記によるものと判明する。
牧口が建てた帝国ホテル煉瓦製作所では、寺内たちが煉瓦を焼いていたが、どうやっても鉄錆色の煉瓦しか焼けない。吉之助は残った手足の壊死が進んでいたが、妻のきんから黄色い煉瓦が焼けないでいると聞き、夜の工場へ忍び込む。吉之助は力を振り絞り、窯の入り口に穴をあけ、職人の伊奈長太郎に石炭をくべさせる。翌日、窯では黄色い煉瓦が焼きあがっていた。吉之助は焼く途中窯に空気を入れることで煉瓦を黄色くしていたのだった。寺内は工場を辞め、後を長太郎にまかせる。その後工場では250万個もの煉瓦が製造された。
佳野は再び吉之助の真実を書いた原稿を編集部に渡す。久田吉之助は窯を壊した翌年41歳で死去。それから100年後の現在、ようやくその功績が評価されようとしている。

## 登場人物

### 明治 - 大正
久田吉之助
演 - 安田顕（TEAM NACS）
愛知県常滑市に在住する煉瓦職人。黄色い煉瓦を焼成できる唯一の職人といわれる。
牧口銀司郎
演 - 佐野岳
帝国ホテル社員。のちに帝国ホテル建設に関する手記を残すことになる。
伊奈長太郎
演 - 小林豊（BOYS AND MEN）
吉之助の作業場で働く常滑市出身の職人。幼い頃から吉之助に可愛がられている。
久田きん
演 - 石橋けい
吉之助の妻。帝国ホテルの煉瓦作りを任された夫を見守る。
久田國定
演 - 佐藤仁音　　
吉之助の息子。父親の煉瓦作りを手伝っていたが、あることがきっかけとなり海運業をしたいと言い出す。
フランク・ロイド・ライト　
演 - ダニエル・カール
アメリカの世界的建築家。帝国ホテル設計にあたり、吉之助に黄色い煉瓦の焼成を依頼する。
久田吉蔵
演 - 団時朗
吉之助の父。吉之助とはある出来事が起きて以来、仲が悪くなっている。
職人・哲さん
演 - 渡辺哲
常滑市出身の職人。吉之助にとっては師ともいうべき存在。
寺内信一
演 - 平田満
有田焼の職人。有田焼で黄色い煉瓦の焼成に挑む。

### 現代
佳野久美
演 - 村上佳菜子
愛知県常滑市出身のフリーライター。名古屋市にある出版社の依頼で吉之助に関する特集を担当する。
高木明仁
演 - 杉浦太陽
名古屋市に本社がある出版社のデスク。吉之助に関する特集の企画提案者。
編集長
演 - 東根作寿英
名古屋市にある出版社の編集長。
永田有
演 - 大黒柚姫（TEAM SHACHI）
名古屋市にある出版社に勤務する正社員。佳野と仲が良い。

## スタッフ
- 作 - 新云隅子
- 音楽 - 林ゆうき、池田善哉、深見有沙
- 演出 - 勅使河原亜紀夫
- 制作統括 - 三鬼一希
- 制作・著作 - NHK名古屋放送局